# العلمة (ولاية سطيف)
العلمة مدينة وبلدية تابعة لدائرة مستغانم بولاية سطيف الجزائرية تقع بالقرب من مدينة سطيف،تتربع بلدية العلمة على مساحة تقدر ب 70.04 كم  كانت قديما تلقب ب سانت آرنو وبعد الاستقلال أصبحت تعرف بالعلمة تبعد 27 كم عن عاصمة الولاية سطيف و327 كم عن عاصمة البلاد (مدينة الجزائر) وهي إحدى أهم بلديات ولاية سطيف بعد بلدية سطيف من حيث الكثافة السكانية، ومكانتها الاقتصادية، كما تعرف بنشاطاتها الثقافية، والفعاليات الفكرية والدينية، وتشتهر العلمة بأنها عاصمة التجارة بالشرق الجزائري.

## جغرافيا

### المناخ
تتميز هي الأخرى بمناخ السائد في ولاية سطيف والذي يعرف بشتاء، بارد، وممطر، كما تعرف المدينة، هطول ثلوج في فصل الشتاء، «كالعديد من المدن الداخلية في الجزائر»، أما الصيف فهو حار نسبيا وجاف.
| البيانات المناخية لـالعلمة                                                                                 | البيانات المناخية لـالعلمة | البيانات المناخية لـالعلمة | البيانات المناخية لـالعلمة | البيانات المناخية لـالعلمة | البيانات المناخية لـالعلمة | البيانات المناخية لـالعلمة | البيانات المناخية لـالعلمة | البيانات المناخية لـالعلمة | البيانات المناخية لـالعلمة | البيانات المناخية لـالعلمة | البيانات المناخية لـالعلمة | البيانات المناخية لـالعلمة | البيانات المناخية لـالعلمة |
| الشهر | يناير                      | فبراير                     | مارس                       | أبريل                      | مايو                       | يونيو                      | يوليو                      | أغسطس                      | سبتمبر                     | أكتوبر                     | نوفمبر                     | ديسمبر                     | المعدل السنوي              |
| --- | -------------------------- | -------------------------- | -------------------------- | -------------------------- | -------------------------- | -------------------------- | -------------------------- | -------------------------- | -------------------------- | -------------------------- | -------------------------- | -------------------------- | -------------------------- |
| الدرجة القصوى °م (°ف)                                                                                      | 23.3 (73.9)                | 27.0 (80.6)                | 32.1 (89.8)                | 34.3 (93.7)                | 39.0 (102.2)               | 42.6 (108.7)               | 43.5 (110.3)               | 44.0 (111.2)               | 41.2 (106.2)               | 37.0 (98.6)                | 28.0 (82.4)                | 27.7 (81.9)                | 44.0 (111.2)               |
| متوسط درجة الحرارة الكبرى °م (°ف)                                                                          | 11.5 (52.7)                | 13.0 (55.4)                | 14.9 (58.8)                | 18.2 (64.8)                | 23.1 (73.6)                | 28.6 (83.5)                | 33.0 (91.4)                | 32.7 (90.9)                | 28.1 (82.6)                | 22.2 (72.0)                | 16.6 (61.9)                | 12.3 (54.1)                | 21.2 (70.1)                |
| المتوسط اليومي °م (°ف)                                                                                     | 7.1 (44.8)                 | 8.1 (46.6)                 | 9.6 (49.3)                 | 12.4 (54.3)                | 16.6 (61.9)                | 21.5 (70.7)                | 25.2 (77.4)                | 25.2 (77.4)                | 21.4 (70.5)                | 16.4 (61.5)                | 11.4 (52.5)                | 7.9 (46.2)                 | 15.2 (59.4)                |
| متوسط درجة الحرارة الصغرى °م (°ف)                                                                          | 2.6 (36.7)                 | 3.1 (37.6)                 | 4.2 (39.6)                 | 6.5 (43.7)                 | 10.0 (50.0)                | 14.3 (57.7)                | 17.3 (63.1)                | 17.6 (63.7)                | 14.7 (58.5)                | 10.5 (50.9)                | 6.1 (43.0)                 | 3.4 (38.1)                 | 9.2 (48.6)                 |
| أدنى درجة حرارة °م (°ف)                                                                                    | −6.0 (21.2)                | −7.6 (18.3)                | −4.0 (24.8)                | −2.2 (28.0)                | 1.0 (33.8)                 | 4.0 (39.2)                 | 6.7 (44.1)                 | 10.0 (50.0)                | 7.0 (44.6)                 | 2.0 (35.6)                 | −4.0 (24.8)                | −5.0 (23.0)                | −7.6 (18.3)                |
| الهطول مم (إنش)                                                                                            | 66.6 (2.62)                | 58.3 (2.30)                | 61.8 (2.43)                | 53.2 (2.09)                | 41.5 (1.63)                | 20.9 (0.82)                | 8.9 (0.35)                 | 12.2 (0.48)                | 36.4 (1.43)                | 38.4 (1.51)                | 43.5 (1.71)                | 71.1 (2.80)                | 512.8 (20.17)              |
| متوسط الأيام الممطرة (≥ 1 mm)                                                                              | 7                          | 5                          | 5                          | 6                          | 4                          | 4                          | 0                          | 2                          | 4                          | 5                          | 6                          | 5                          | 53                         |
| متوسط الأيام المثلجة (≥ 1 cm)                                                                              | 1                          | 1                          | 0                          | 0                          | 0                          | 0                          | 0                          | 0                          | 0                          | 0                          | 0                          | 0                          | 2                          |
| متوسط الرطوبة النسبية (%)                                                                                  | 79.9                       | 77.3                       | 73.1                       | 72.6                       | 68.0                       | 55.8                       | 48.8                       | 52.9                       | 65.9                       | 69.3                       | 75.8                       | 79.7                       | 68.3                       |
| المصدر #1: الإدارة الوطنية للمحيطات والغلاف الجوي (فترة : 1961–1990)                                       |                            |                            |                            |                            |                            |                            |                            |                            |                            |                            |                            |                            |                            |
| المصدر #2: climatebase.ru (الدرجات القصوى، الرطوبة) المصدر الثالث : Climate Zone (الأيام الممطرة والمثلجة) |                            |                            |                            |                            |                            |                            |                            |                            |                            |                            |                            |                            |                            |

### موقع
تقع بلدية العلمة في الشرق الجزائري بمنطقة الهضاب العليا، تبعد 27 كم عن عاصمة الولاية سطيف و327 كم عن عاصمة البلاد (مدينة الجزائر) وتتربع بلدية العلمة على مساحة تقدر ب 70.04 كم2.

## تاريخ العلمة

### ماقبل التاريخ
يوجد بمنطقة العلمة أقدم آثار للانسان في الشمال الإفريقي وبالضبط بالمكان المسمى:«عين لحنش».(1,8 مليون سنة إلى 2.320 مليون سنة قبل الميلاد).

### العهد الروماني
في الزمن الغابر كانت هذه المنطقة تابعة لـ نوميديا كذلك منطقة جميلة بينما مدينة سطيف تابعة لموريتانيا القيصرية عاصمتها شرشال وتحولت العاصمة بعد ذلك إلى سطيف في اطار التقسيم الذي أحدثه الإمبراطور ديوكليسيان في نهاية القرن الثالث للميلاد. كان واد الذهـب بمثابة الحدود الفاصلة بين نومــيديا وموريتانيا القيصرية.
مصادر تاريخ المغرب القديم تشيرالى أن نوميديا كانت تمتد من قرطاج إلى غاية نهر ملوية في المغرب قد قسمت إلى مملكتين إحداها في الشرق عاصمتها سيــرتا حيث حكمها الملك قايا نحو 208 ق.م ثم ماسينيسا من 208 ق م ال 148 ق.م أما الأخرى ففي الـغرب وعاصمتها ســيقة بتافنـة حيث حكمـها الملك سيفاكس من 213 ق.م إلى 202 ق.م، المملكتان كانت تفصـلهما حدود يحــتمل أن تـكون الواد الكـبير وواد الذهـب.
في عام 42 م وعلى أثر ثورة ايديمون وسكان شمال وغرب المـغرب ورحل الجـنوب قامت ثورة بعد اغتيال الملك بتوليمي سنة 40 م آخر ملوك موريتانيا الذي كان يحكم من شرشال فألحق الإمبراطور كلود مملكة موريتانيا الإمبراطورية.

### العهد الوندالي والبيزنطي
منذ هذا التاريخ أصبح الشمال الأفريقي من البحر المتوسط حتى المحيط الأطلسي تابعا لروما، وبعد مجيئ الوندال عام 429، العــلمة وناحيتها أصبحت تابعة للإمبراطورية الرومانية في اطار اتفاق 442 المبرم بين فالنتينيان الثالث ملك روما وجانسيريك ملك الوندال الذي يقضي بتعيين وبتحديد المناطق التابعة لكل مملكة وجاء بعد ذلك سقوط الإمبراطورية الرومانية عام 476 م فالاحتلال البيزنطي من 533 ال 640 تاريــخ الفتح الإسلامي.

### العصر الوسيط
وفي حقبة مجهولة التاريخ جاء رجل يدعى منصور العلمي من منطقة بجاية واستوطن في شمال منطقة جبل براو، هذا المغترب الذي أوتي الحكمة وعلم كبير بأصول الدين التف الناس حوله وعمت السكينة والطمأنينة وغرس في نفوسهم حب الأرض وخدمتها وعرفانا من هذا العرش لهذه الشخصية سميت المنطقة باسم العلمة تيمنا باسمه، كما وقعت معركة بتاريخ 03 أكتوبر 1700 دارت بين الجزائرين والتونسيين بمنطقة مريوت بمكان يعرف: جـوامع العــلمة.
وحسب رواية الورتيلاني المولود ببلدة قنزات منطقة القرقور سنة (1700-1779) أن الباي مراد باي تونس كان قد حاصر قسنطينة، وعندما علم بمقدم جيش من الجزائر العاصمة للنصرة تحرك نحو الشرق فالتقى الجيشان في مكان يعرف بجوامع العلمة، الباي مراد الذي آزره باي طرابلس خليل وسلطان المغرب مولاي إسماعيل لقي الهزيمـة على يدي داي الجزائر الحاج مصطفى.
يوم 26 افريل 1862 م أي خلال الاستعمار الفرنسي 1830 م-1962 م (الاستدمار) للجزائر هو تاريخ امضاء مرسوم إنشاء المدينة تحت اسم السفاح الفرنسي «سانت ارنو» saint arnaud أو القديس أرنو.
أعطت المنطقة أروع أمثلة البطولات في الشجاعة والبسـالة، وقدمت تضحيات كبار خلال الحرب التحريرية من أجل الحرية والاستقلال.
بعد استرجاع الجزائر لسيادتها بتاريخ 05 جويلية 1962 م أصبحت المدينة تسمى العلمة.

### أهم المحطات التاريخية

سوق العلمة 1935

- سوق العلمة 19351862: أنشأت بلدية العلمة كبلدية مختلطة في 26 أفريل 1862بموجب مرسوم إمبراطوري صادر عن الماريشال بيليسييه (Pélissier) الحاكم العام للجزائر آنذاك تحت اسم سانت آرنو (الماريشال الفرنسي الذي قتل سنة 1854 في البحر الأسود أين كان يقود حربا ضد الجيش الروسي) وكانت العلمة حينئذ لا تزيد عن تجمع بسيط لحوالي 40 منزلا.
- 1879: يعود إنشاء أول مخطط تعمير للمدينة إلى سنة 1879 وضم الكنيسة وساحتها، مقر الدرك، مقر البلدية (بعد الاستقلال تم هدم الكنيسة وشيد بموقعها مسجد الأمير عبد القادر).
- 1885: الانتهاء من إنشاء محطة القطار الواقعة على خط السكة الحديدية الجزائر العاصمة- قسنظينة.
- 1902: إنشاء أول مركز للشرطة وكذا ما عرف بالمدرسة الزرقاء Ecole bleue وهي متوسطة ابن باديس حاليا.
- 1904: تشييد مستودع الحبوب من طرف المعمر Hyacinthe Mazzia
- 1905 بناء المسجد العتيق.
- 1906 إنشاء مصنع صغير لتوليد الكهرباء والإنارة العمومية من طرف المعمر M Couture
- 1907 الانتهاء من انجاز أول شبكة لمياه الشرب انطلاقا من عين جرمان بالاشتراك بين المعمرين M Couture وHyacinthe Mazzia، عرفت تلك الفترة (بداية القرن العشرين) تزايدا ملحوظا في عدد السكان بسبب تدفق موجات من المهاجرين من إيطاليا، سويسرا ولبنان واستقرارهم بالعلمة واشتغلوا في الفلاحة، التجارة وبعض الصناعات التقليدية.
- 1929: في 26جويلية 1929 اتخذ رئيس بلدية سانت أرنو آنذاك قرار إنشاء المسرح البلدي وقاعة الحفلات.ليشرع في أشغال بنائه سنة 1931 ويدخل الخدمة بداية من 1933 وشهد العديد من العروض المسرحية كان آخرها عمل مسرحي لفرقة يوسف وهبي وآمنة رزق تحت عنوان «أطفال الشوارع» سنة 1954. ثم تحول مقر المسرح البلدي إلى مركز عسكري طيلة فترة حرب التحرير.
- 1945: إبان أحداث 08 ماي 1945 نظم سكان العلمة من الأهالي الجزائريين مظاهرات سلمية للمطالبة بالحرية والاستقلال وبعدها مباشرة تم توقيف واعتقال 60 مناضلا من بينهم 02 من ممثلي الجزائريين في المجلس البلدي. في الأيام الموالية لتلك الأحداث حلت بالمدينة فرق من المرتزقة السنغاليين لتقوم بزرع الرعب والإرهاب وسط السكان المحليين. حيث قام المرتزقة بعمليات واسعة للذبح والتنكيل ضد الجزائريين واستمر حصار المدينة لمدة تفوق 40 يوما.
- 1954-1962 خلال الثورة التحريرية التحق أبناء العلمة بجيش التحرير الوطني. ونتيجة لذلك تعرضت المدينة للعديد من عمليات الكومندوس استمرت سنوات 57,56,55,54 وكانت أشهر وأكبر عملية فدائية هي القضاء على ضابط المخابرات الفرنسية Lelong Robert بتاريخ 07 أوت 1958 المعروفة شعبيا بحادثة (اليوتنا) أي (Le lieutenant)، عقب تلك الحادثة تعرض الجزائريون لحملة شرسة من التوقيف والاستنطاق والتعذيب راح ضحيتها عدد غير معروف من الشهداء الذين استشهدوا تحت التعذيب والعديد من المفقودين لم يطهر لهم أثر بعدها، كما فرض الحصار على المدينة لمدة 18 يوما ذاق خلالها المواطنون كل أشكال الإهانة والحرمان..
- 1962 حين استعادت الجزائر استقلالها استرجعت المدينة اسمها الأصلي والأصيل «العلمة».[3]

## سوق دبي - العلمة
تشتهر مدينة العلمة بالسوق التجاري الملقب بسوق دبي، حيث يتواجد بهذا السوق أكثر من 3000 محل تجاري بالجملة تمد أغلب ولايات الوطن، ويتواجد بالعلمة أكثر من 110 مستورد جزائري، يستوردون مختلف السلع مثل السلع الإلكترونية، الألعاب، الآلات بمختلف أنواعها.

## الشوارع الأحياء والاماكن

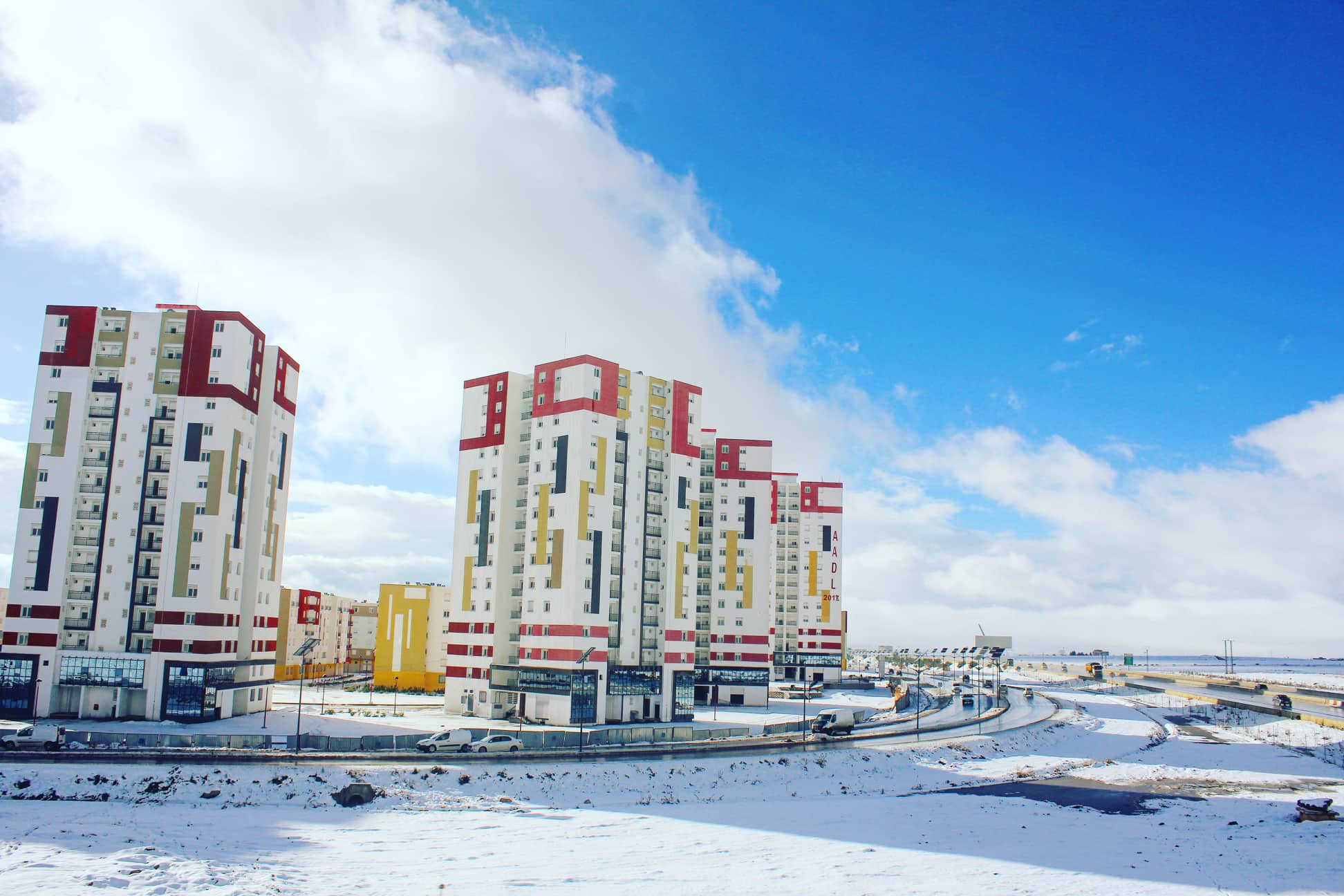
سكنات عدل - العلمة

تتميز مدينة العلمة بكثرة الشوارع وهي بين القديمة والحديثة منها:
- حي الشهيد مخربش العيد (وسط المدينة)
- حي المنظر الجميل
- حي السعادة
- حي الباطوار
- حي لعبيدي
- حي قوطالي
- حي سعيد قوطالي
- حي مازوكا
- حي ثابت بوزيد
- حي مولف التركي
- حي بلعلى
- حي دوار السوق
- حي بهلولي (السوامع)
- حي بوخبلة
- حي هواري بومدين
- حي 19 جوان
- حي 400 مسكن

## المعالم والسياحة
لمدينة العلمة الكثير من المعالم والمراكز السياحية لعل اهمها مراكز السياحة الدينية والتجارية..

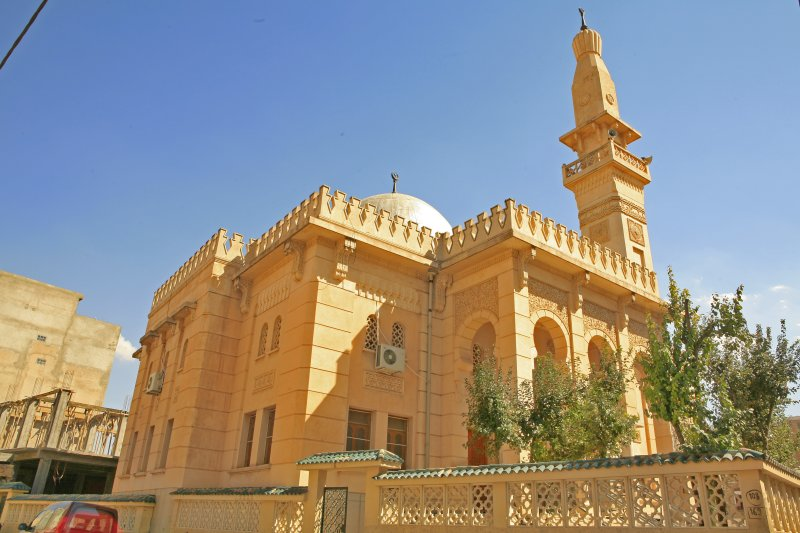
مسجد مسعود زقار العلمة

## المواصلات

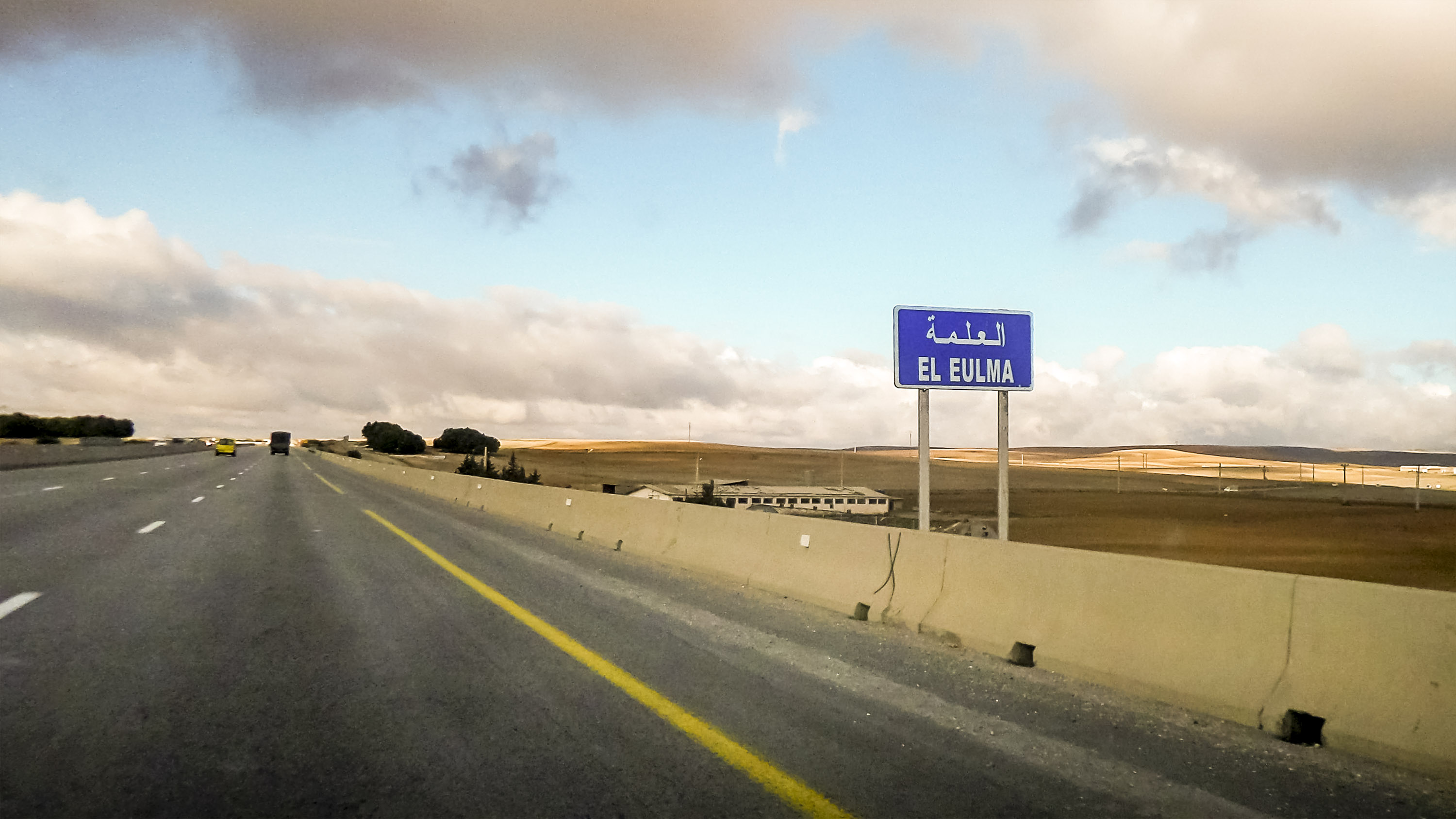
Eulma العلمة

- يمر ببلدية العلمة الطريق السيار شرق-غرب و
- الطريق الوطني رقم 77
- ويتم إنشاء الطريق الولائي الرابط بميناء جن جن.

## الجانب الاقتصادي والاجتماعي

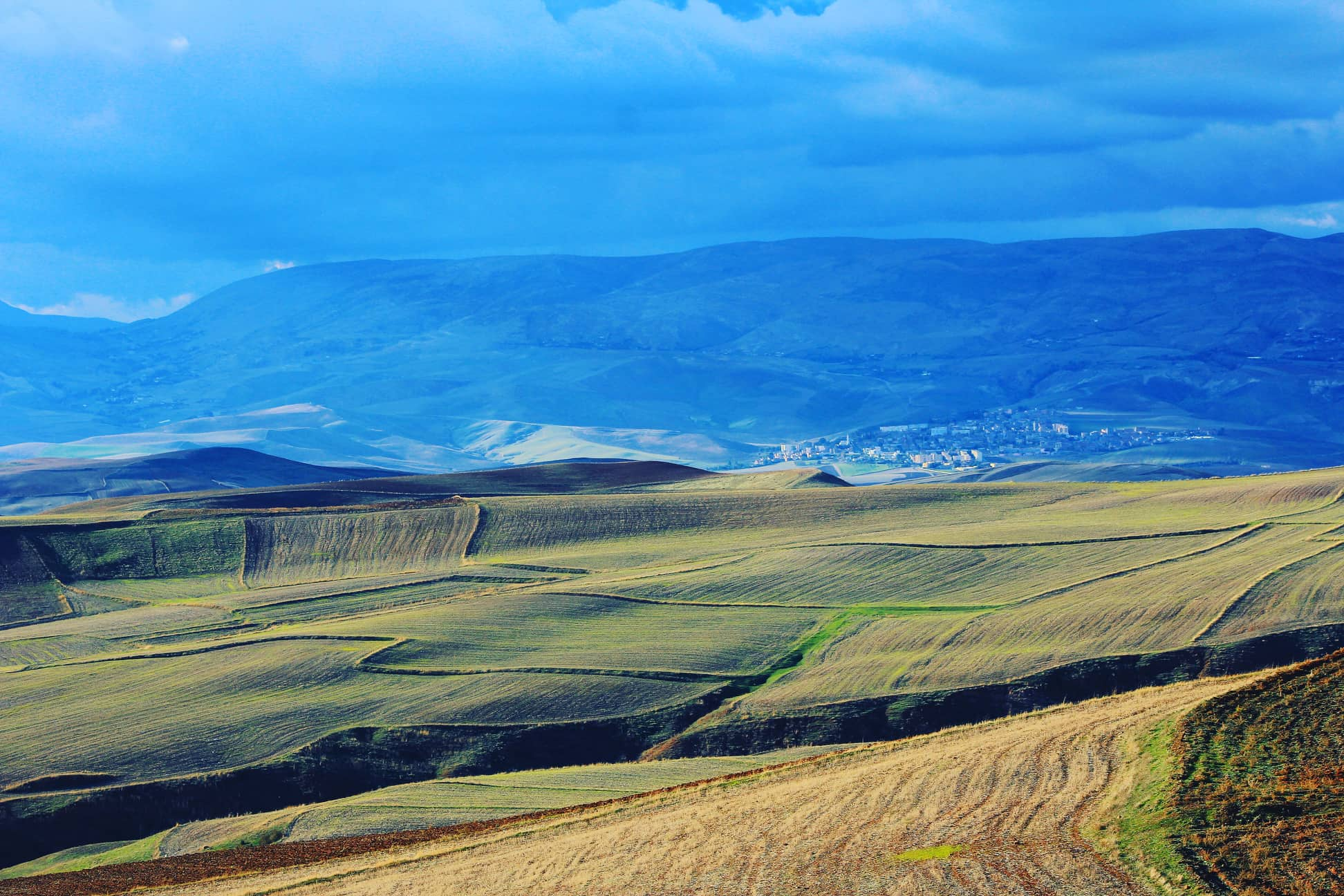
سهول العلمة

أشار تقرير منهجي نشره المركز الوطني للدراسات والتحاليل حول السكان والتنمية CENEAP
إلى أنه على مستوى ولاية سطيف أو حتى على المستوى الوطني ومن خلال المقارنة بين تعدادي السكان 1987-1998 و1998-2008 فأن مدينة العلمة تشكل واحدة من بين الجماعات الإقليمية الأكثر جذبا للهجرة الداخلية.
التشغيل: في سنة 2014 كانت نسبة النشاط 48.15% (أي فئة السكان الناشطين البالغين بين 18 و60 سنة مقارنة بالعدد الإجمالي للسكان)
- النسبة النظرية للبطالة تقدر بــ: 8.21%
- توزيع الفئة النشيطة من السكان حسب قطاعات النشاط:
- التجارة %57.4
- الصناعة % 13.9
- الخدمات % 9.2
- الإدارة %7.9
- البناء والأشغال العمومية % 7.7
- الفلاحة % 3.8

تتوفر مدينة العلمة على منطقة نشاطات مساحتها 52.91 هكتار تضم 287 قطعة مشغولة كليا ومنطقة صناعية ذات مساحة 248 هكتار مقسمة إلى 95 قطعة تتواجد بها مصانع ومؤسسات إنتاجية تابعة للقطاعين العمومي والخاص.

### سوق دبي - العلمة
تشتهر مدينة العلمة بالسوق التجاري الملقب بسوق دبي، حيث يتواجد بهذا السوق أكثر من 1200 محل تجاري بالجملة تمد أغلب ولايات الوطن، ويتواجد بالعلمة أكثر من 110 مستورد جزائري، يستوردون مختلف السلع مثل السلع الإلكترونية، الألعاب، الآلات بمختلف أنواعها.

## السكان
حسب الإحصاء العام للسكان والسكن لسنة 2008 بلغ عدد سكانها 155,038 نسمة، بمعدل نمو 2.6 عن عام 1998، حيث بلغ عدد الذكور 78,371 نسمة وعدد الإناث 76,667 نسمة،  وبناء على العمليات الاحصائية التي تجريها مصالح البلدية كل سنة يقدر عدد السكان حاليا ب180000نسمة بكثافة سكانية تصل إلى 2809ن/كم2.

### هرم السكان
يُظهر هرم سكان العلمة خلال إحصائيات 2008 أن النسبة الأكبر من السكان هي من الشباب حيث 69.79 % أقل من 34 سنة و40.64 % أقل من 19 سنة، في الأسفل هرم سكان العلمة عام 2008 حسب بيانات إحصائيات السكان للديوان الوطني للإحصاء.

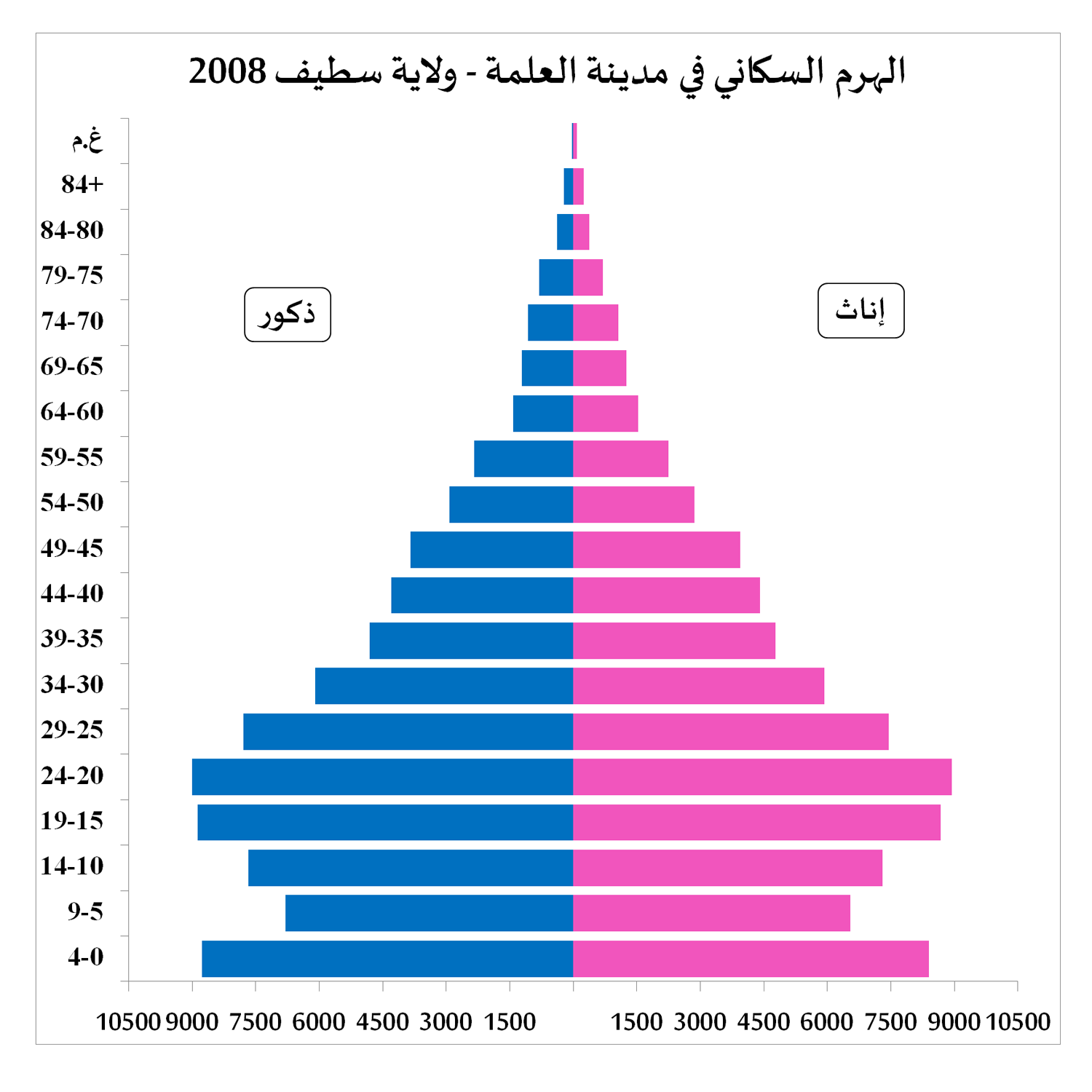
الهرم السكاني لمدينة العلمة 2008

## الجــانب الإداري
يتألف المجلس الشعبي البلدي لمدينة العلمة من 33 عضوا منتخبا من ضمنهم الرئيس،6 نواب للرئيس،6 رؤساء لجان دائمة و03 مندوبين خاصين.
و هذه القائمة الاسمية لهؤلاء الأعضاء موزعين حسب انتماءاتهم السياسية تبعا لنتائج عملية الاقتراع التي جرت في 29-11-2012:
حزب جبهة التحرير الوطني:
```
لكحــــل سليــــم،
جلال نصر الدين
مسعود سالم توفيق
بن غبريد موسى
ذوادي عبد الله
بن رابح أمينة المولودة قريشي
شارف سارة المولودة مشيش
```

حزب التجمع الوطني الديمقراطي:
```
حمودي عبد الحميد
بوكعبوب الصغير
علي صحراوي أمينة زوجة حمام
حشاني طارق
رزيبي السبتي
رقاد السعيد
مرازقة مريم
```

حزب الكرامة:
```
منصوري بوزيد
قيدوم جمال
عظيمي وافية
خوذير عثمان
سعيدي نور الدين
بوسكين عيسى
بن دادة وداد
```

حزب العمال:
```
هندل محمد الصالح
زنون فيصل
بورقعة نسيمة
```

حزب الفجر الجديد:
```
ديلمي عبد العزيز
حمر العين السعيد (توفى يوم 27-01-2017 وتم استخلافه بــ حماش محمد العيد)
مشان حنان
```

حزب جيل جديد:
```
جلاس رابح
دمدود نبيل
ونوغي راضية المولودة بورغدة
```

من أجل ضمان خدمة أفضل للمواطنين تتوفر بلدية العلمة على طاقم إداري طموح، حيوي وملتزم بتشريف المهام الموكلة إليه
يبلغ تعداد مستخدمي البلدية إجمالا 1443 عاملا وموظفا منهم 644 موظف دائم و779 متعاقدا.
أما عن الهيكل التنظيمي فيتشكل من 05 مديريات، 11 مصلحة، 15 مكتبا، 17 فرعا والكل يعمل تحت رقابة وتنسيق من الأمين العام للبلدية المعين بموجب مرسوم رئاسي.
رئيس المجلس الشعبي البلدي الحالي
- حشاني طارق

الانتماء السياسي: جبهة التحرير الوطني.

## أعلام وأعيان وشخصيات
من أبرز الشخصيات في مدينة العلمة، السيد عمر كمال بن سقصلي، مدير المنشآت العمرانية في سطيف والذي ساهم في النهضة الحضارية للمدينة، وهو صديق الشاعر العراقي محمد مهدي الجواهري.

## الرياضة

### كرة القدم
تمثل كرة القدم في بلدية العلمة أهمية بالغة وتلقى متابعة من طرف السكان خصوصاً لفريق مولودية العلمة ويوجد فرق Asec وشباب العلمة
و كانت أول مشاركة قارية لمولودية العلمة في 2015 وكان يعتبر من أجمل المواسم لمولودية العلمة ووصلت حتى دوري المجموعات بعد فوزها في المباريات الأولى على كل من سان جورج الإثيوبي وأشنتي كطوكو الغاني والصفاقسي التونسي وفي نفس الموسم سقطت مولودية العلمة للقسم ثاني مع ذلك تحظى كرة القدم عامة ومولودية العلمة خاصة تحظى بالكثير من الاهتمام.

## مواضيع ذات صلة

### وصلات داخلية
- ولاية سطيف
- دائرة العلمة
- شارع دبي
- جبل براو

## وصلات خارجية
- مديرية التجارة لولاية سطيف
- إذاعة سطيف (البث الحي)